# 茅鋸脂鯉
茅鋸脂鯉，為輻鰭魚綱脂鯉目脂鯉亞目锯脂鲤科的其中一個種。分布於南美洲黑河流域，體長可達15.4公分，棲息在底中層水域，生活習性不明。

## 扩展阅读
維基物種上的相關：茅鋸脂鯉